# Justicia rendlei
Justicia rendlei är en akantusväxtart som beskrevs av C. B. Cl.. Justicia rendlei ingår i släktet Justicia och familjen akantusväxter. Inga underarter finns listade i Catalogue of Life.